# Оук Хил (Флорида)
Оук Хил (енгл. Oak Hill) град је у америчкој савезној држави Флорида. По попису становништва из 2010. у њему је живело 1.792 становника.

## Демографија
Према попису становништва из 2010. у граду је живело 1.792 становника, што је 414 (30,0%) становника више него 2000. године.
| Група             | 2000.         | 2010.         |
| Белци             | 1.125 (81,6%) | 1.467 (81,9%) |
| Афроамериканци    | 224 (16,3%)   | 249 (13,9%)   |
| Азијати           | 3 (0,2%)      | 9 (0,5%)      |
| Хиспаноамериканци | 9 (0,7%)      | 31 (1,7%)     |
| Укупно            | 1.378         | 1.792         |